# Trust Me (filme de 2013)
Trust Me é um filme estadunidense de comédia dramática de 2013 escrito e dirigido por Clark Gregg e estrelado por Gregg, Amanda Peet, Sam Rockwell e Saxon Sharbino. Ele estreou no Festival de Cinema de Tribeca em abril de 2013 e teve lançamento limitado nos cinemas nos Estados Unidos em junho de 2014.

## Sinopse
Howard Holloway (Clark Gregg) é um ex-astro infantil que agora é um agente deprimido especializado em representar atores mirins. Howard tem uma rivalidade contínua com o agente de maior sucesso Aldo Stankas (Sam Rockwell), que conquistou vários clientes de Howard que estavam à beira do sucesso.
Depois de perder um cliente, Howard encontra Lydia (Saxon Sharbino), uma atriz de 13 anos altamente talentosa, que se apaixona por ele. Seu pai rude, Ray, tem a reação oposta e ordena que Howard se mantenha longe de sua filha.
Howard marca um encontro com sua vizinha Marcy (Amanda Peet). Logo depois, Lydia recebe uma oferta para fazer um teste para o papel principal em uma próxima série de filmes de grande orçamento baseada em uma série popular de romances de vampiros para jovens adultos. Lydia diz aos produtores que Howard é seu agente e ele negocia um acordo lucrativo para ela. Mais tarde, Lydia apoia Howard quando seu pai e os produtores tentam acabar com ele em favor de Aldo.
Enquanto ensaiava falas com Lydia antes do teste, Howard fica chocado com sua reação furiosa quando ele tenta tocar seu braço. Mais tarde, ele vai para o quarto de hotel que ela divide com o pai para entregar alguns contratos e vê Lydia soluçando sentada na cama, enquanto Ray toma banho. Howard chega à terrível conclusão de que Ray está abusando sexualmente de Lydia. Howard fala sobre a situação com Marcy, que conhece um advogado especializado em direito de família. Howard teme que uma tentativa de remover Lydia de seu pai seja malsucedida e resulte no afundamento do contrato do filme, perdendo assim o dinheiro de que ela precisaria para ganhar sua independência. Howard finalmente decide tentar salvar Lydia e contrata um advogado para solicitar sua emancipação. Ray se opõe, mas Howard o acusa de molestar Lydia. Ray nega a acusação, dizendo que Lydia foi abusada por um ex-agente enquanto estava sob a custódia de sua mãe. No entanto, Ray concorda em permitir a emancipação para evitar acusações de abuso sexual.
No dia da coletiva de imprensa para anunciar o elenco do filme, Howard descobre que Lydia saiu de seu apartamento, onde ela estava hospedada. Indo para a conferência no Grauman's Chinese Theatre, Howard descobre Lydia, agora vestida de uma forma altamente sexualizada e com Aldo como seu novo empresário. Ela explica que precisava se livrar de seu pai, cujo comportamento bêbado lhe custou um papel anterior. Ela dá a entender que mentiu sobre seu pai e confirma a história de Ray sobre ela ser abusada por um ex-agente. Howard diz a ela que não sabe mais em que acreditar. Assim que eles entram no cinema, Ray tenta quebrar o cordão de segurança. Enquanto luta com os guardas, ele pega uma de suas armas, atirando inadvertidamente em Howard. Lydia e Marcy o embalam enquanto ele está morrendo e Howard se imagina abrindo asas e levantando vôo como um dos personagens do filme.

## Elenco
- Clark Gregg como Howard Holloway
- Amanda Peet como Marcy Watkins
- Sam Rockwell como Aldo Stankis
- Saxon Sharbino como Lydia
- Paul Sparks como Ray
- Allison Janney como Meg Waldron
- Felicity Huffman como Agnes Dieter
- William H. Macy como Gary
- Niecy Nash como Angie
- Griffin Gluck como Phillip Trilby
- Molly Shannon como Janice Trilby
- Danielle Macdonald como Delia